# Серпокрилець тибетський
Серпокрилець тибетський (Apus salimalii) — вид птахів родини серпокрильцевих (Apodidae).

## Поширення
Вид поширений на півдні Китаю. Розмножується у східній частині Тибетського плато та прилеглих районах на заході провінції Сичуань. Цей вид є перелітним; однак ареал його зимівлі невідомий.